# Chiến dịch Cờ Vàng

Quốc kỳ của Việt Nam Cộng hòa.

Chiến dịch Cờ Vàng là phong trào vận động nhằm đưa cờ vàng ba sọc đỏ làm lá cờ chính thức đại diện cho cộng đồng người Việt tị nạn ở Mỹ, Úc, và Canada. Cờ này vốn là của chính thể Quốc gia Việt Nam (1949–1955) và Việt Nam Cộng hòa (1955–1975) cũ và nay được một bộ phận người Việt tại Mỹ xem là "Lá cờ Tự do và Di sản" (Heritage and Freedom Flag). Ngoài hình thức lá cờ, phong trào này còn mang ý nghĩa phản kháng và đối lập chính trị với nhà nước Cộng hoà Xã hội Chủ nghĩa Việt Nam.
Tính đến tháng 1 năm 2011, phong trào đã thành công tại 14 tiểu bang, 7 quận hạt, và nhiều thành phố Hoa Kỳ nơi có người gốc Việt sinh sống kể cả tiểu bang California.

## Bối cảnh lịch sử
Trong hơn 20 năm từ khi lớp người Việt Nam tỵ nạn đầu tiên đến Mỹ sau Sự kiện 30 tháng 4 năm 1975, cộng đồng người Mỹ gốc Việt hình thành một cách đơn lập, hoàn toàn không có sự can thiệp của nhà nước Cộng hoà Xã hội Chủ nghĩa Việt Nam. Hơn nữa nhiều người Việt tỵ nạn còn chọn đường lối tuyệt giao và đối lập chính trị với chính quyền Việt Nam. Lệnh cấm vận của Hoa Kỳ duy trì và củng cố sự cách ly này. Với thời kỳ Đổi Mới của Việt Nam việc bang giao giữa hai nước dần tiến từng bước chậm. Mãi đến 11 tháng 7 năm 1995 thì hai nước mới lập quan hệ ngoại giao. Cũng từ cột mốc này này mà lá cờ đỏ sao vàng của nước Cộng hoà Xã hội Chủ nghĩa Việt Nam xuất hiện công khai ở Mỹ. Sự kiện này gây nhiều phản ứng mạnh mẽ trong cộng đồng người Việt tỵ nạn vốn không có cảm tình với chính quyền Việt Nam hiện hữu.
Đầu năm 1999, cờ đỏ sao vàng xuất hiện ở giữa Little Saigon, Westminster, CA trong một cửa tiệm của Trần Văn Trường cùng với hình chân dung chủ tịch Hồ Chí Minh khiến dư luận xôn xao gây nhiều bất bình. Cộng đồng người Việt tỵ nạn tổ chức biểu tình phản đối liên tục trong suốt 53 ngày đêm trong khi đợi toà án xét xử. Cuối cùng cờ đỏ phải dỡ xuống. Tuy nhiên luật pháp chấp nhận quyền tự do phát biểu của cả hai bên: Trần Văn Trường có quyền treo cờ đỏ nhưng cộng đồng cũng có quyền biểu tình phản đối. Hậu quả là "Chiến dịch Cờ Vàng" được phát động.
Trong một cuộc thăm dò ý kiến trong cộng đồng người Mỹ gốc Việt tại Quận Santa Clara và Quận Cam, California năm 2003, 74% người Quận Cam và 49% người Quận Santa Clara muốn chính quyền chỉ công nhận cờ vàng; 3% và 5% muốn chỉ công nhận cờ đỏ sao vàng; và 15% và 23% muốn công nhận cả hai.

## Tiến trình phong trào

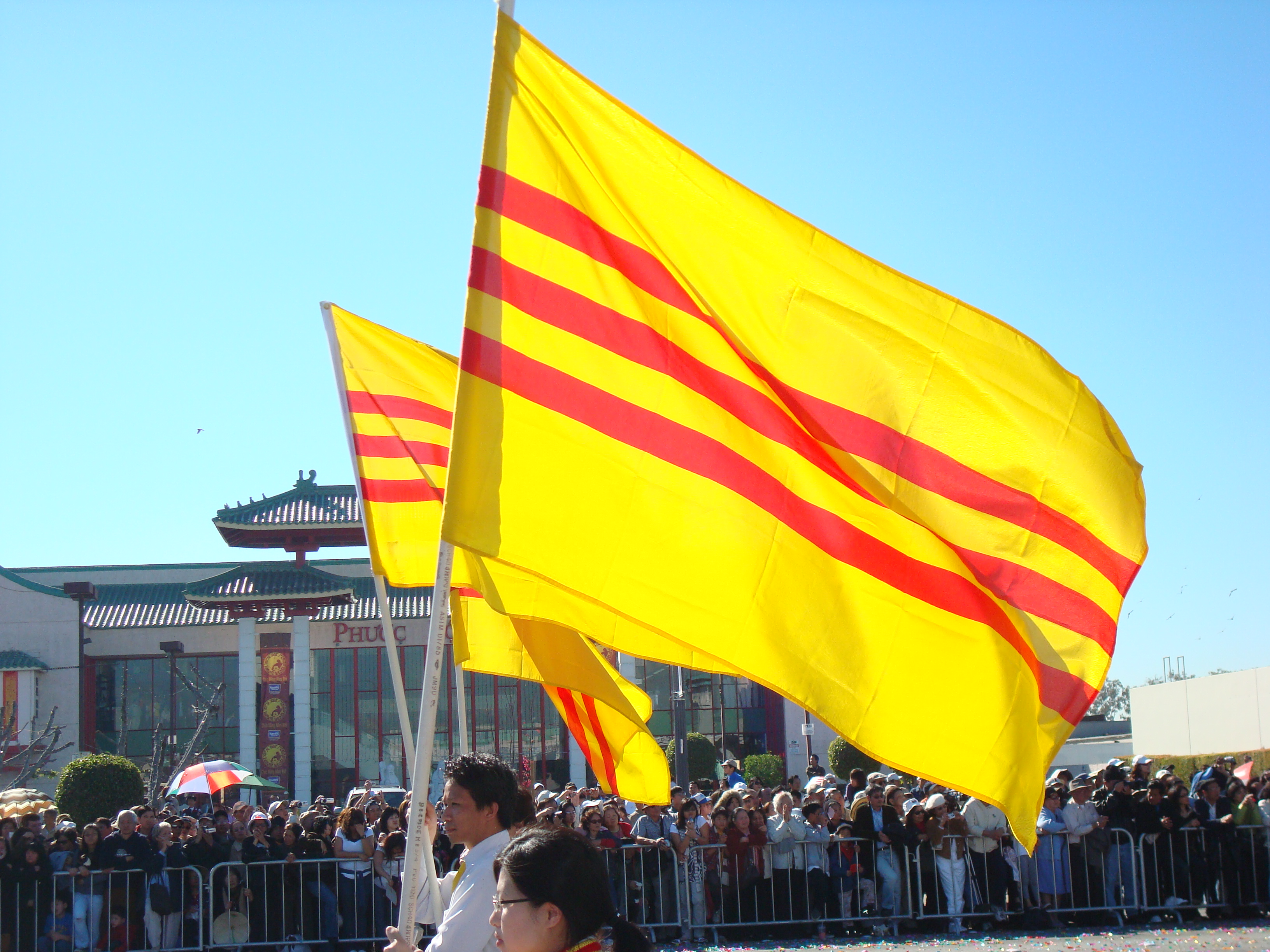
Người Mỹ gốc Việt diễn hành với cờ vàng tại Little Saigon trong Tết Mậu Tý 2008

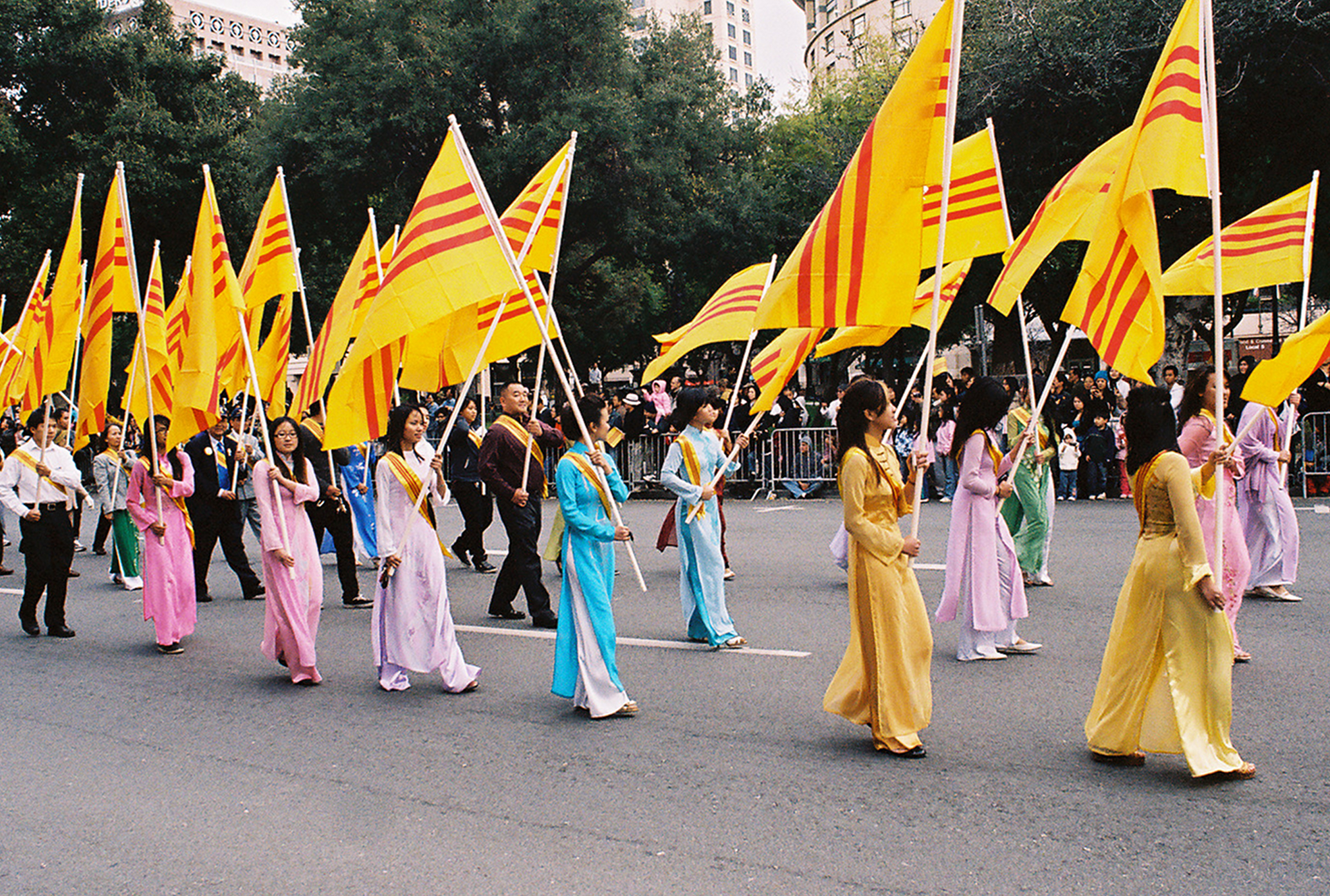
Người Mỹ gốc Việt diễn hành với cờ vàng tại San Jose trong Tết Kỷ Sửu 2009

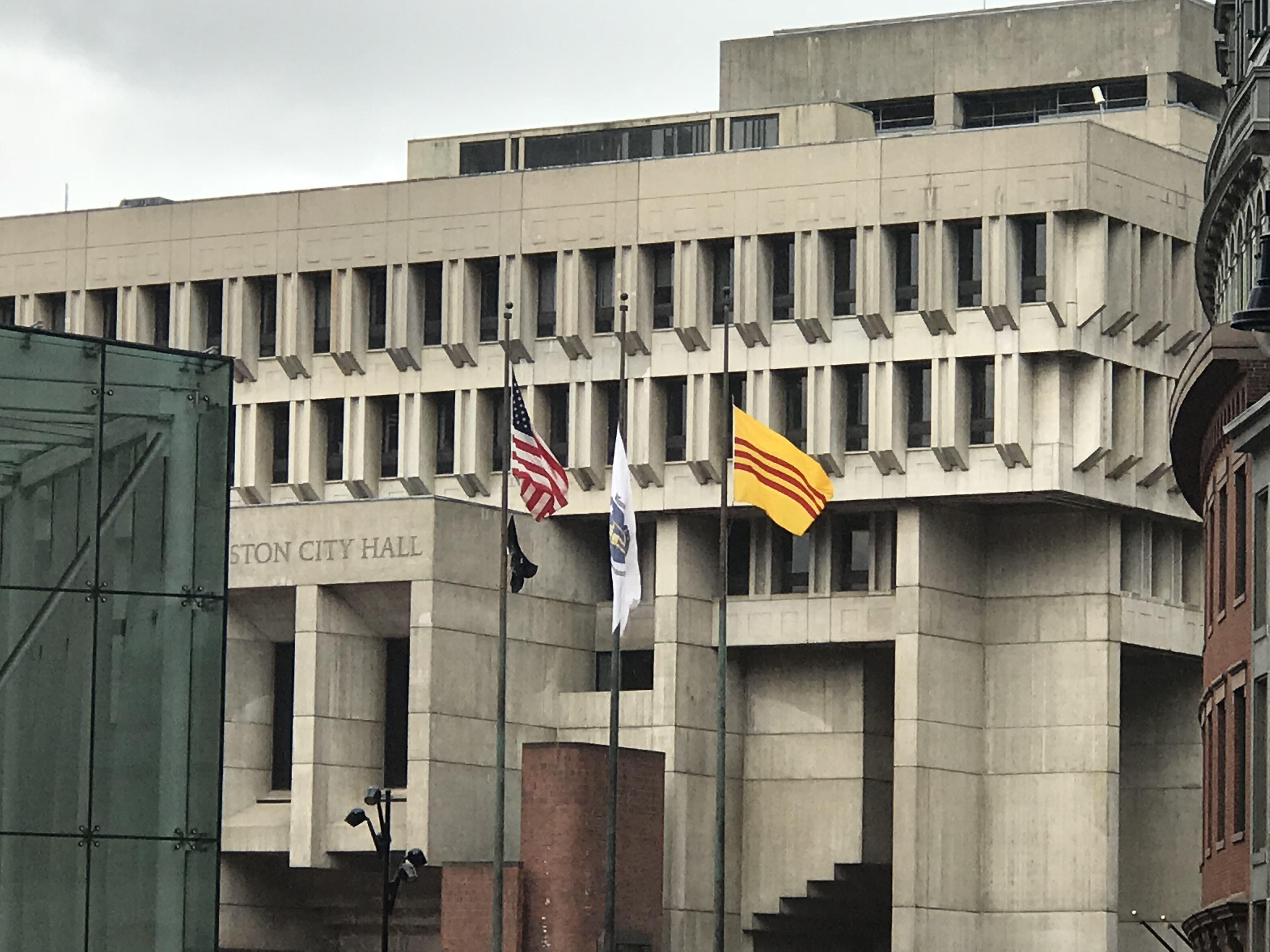
Cờ vàng treo trên Tòa thị chính Boston, 30 tháng 4 năm 2018

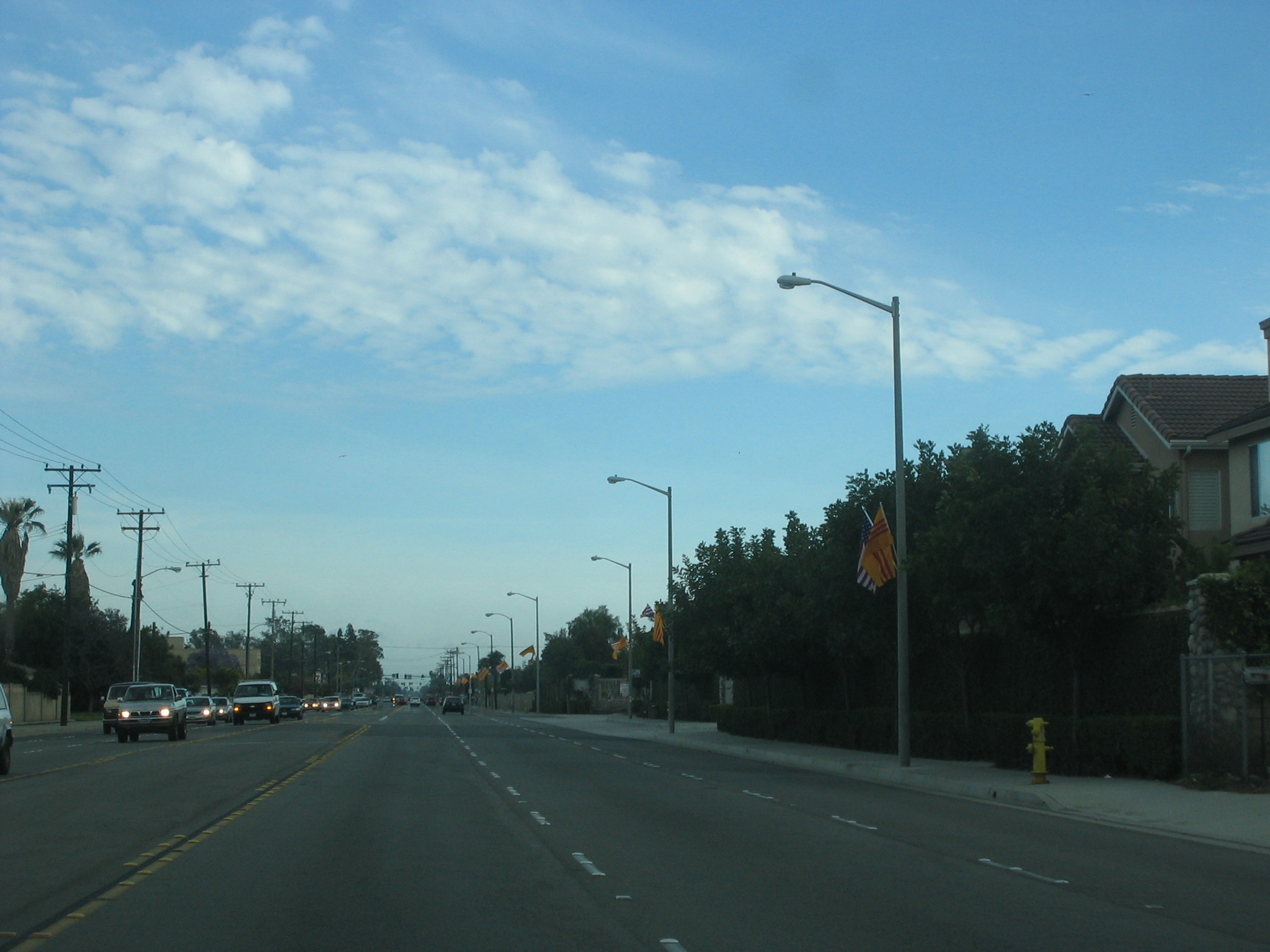
Đường phố tại Westminster, California treo quốc kỳ Hoa Kỳ và Việt Nam Cộng hòa nhân dịp kỷ niệm sự kiện 30 tháng 4.

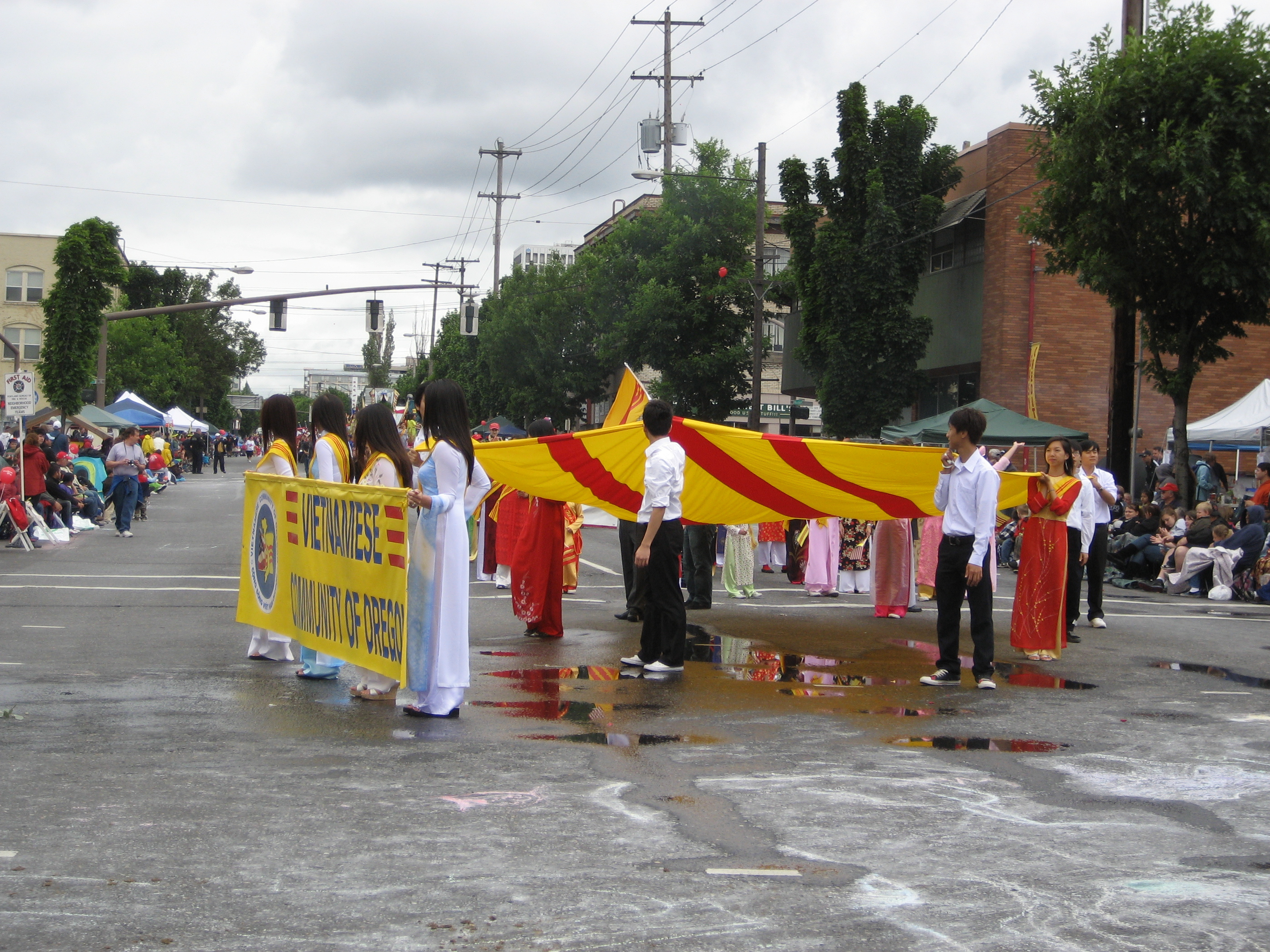
Cờ Vàng tham dự lễ hoa hồng Portland, Oregon ngày 6 tháng 6 năm 2009.

Vào tháng 4 năm 1997, tại trường đại học cộng đồng Bắc Virginia (NVCC) ở thành phố Annandale, Virginia, một nữ sinh tên Quỳnh Lan đã cùng một nhóm bạn khi thấy cờ đỏ sao vàng được treo lên trong ngày Quốc tế Á Châu bèn gặp ban hiệu trưởng trường giải thích ý nghĩa lá cờ vàng Việt Nam Cộng hòa và buộc nhà trường đem gỡ lá cờ đỏ sao vàng xuống. Vì nhà trường không có cờ vàng ba sọc đỏ nên cô cùng bạn đã góp tiền mua một lá cờ đưa cho nhà trường. Tiếp theo đó là phong trào đi các trường lân cận trong quận hạt nơi cô cư ngụ.
Về mặt nhà chức trách công nhận thì khởi đầu là nghị quyết số 3750 ngày 19 tháng 2 năm 2003 của thành phố Westminster, CA công nhận lá cờ vàng của chính thể Việt Nam Cộng hoà cũ làm lá cờ chính thức đại diện cộng đồng người Việt địa phương này. Tiếp theo đó là thành phố Garden Grove, CA với nghị quyết số 8486-03 ngày 11 tháng 3 năm 2003. Hai thành phố Westminster và Garden Grove là nơi tập trung nhiều người Việt tại Mỹ, mệnh danh là "Little Saigon" nên vận động của người Việt ở đây có sức mạnh đáng kể.
Tháng 4 năm 2003, người Việt vùng Washington, DC thuyết phục được thành phố Falls Church, Virginia công nhận cờ vàng với nghị quyết TR-03-07. Sang tháng 5 năm 2003 thì thành phố Milpitas miền bắc California và sau đó tháng 6 năm 2003 toàn quận hạt Santa Clara công nhận. Phong trào tìm chỗ đứng cho cờ vàng lan rộng. Đến tháng 7 thì tiểu bang Louisiana công nhận. Đây là đơn vị hành chính địa phương lớn nhất ở Mỹ nhìn nhận lá cờ này vào thời điểm giữa năm 2003.
Vận động kế tiếp nhắm vào cấp tiểu bang và theo đó có New Jersey (9 tháng 2, 2004), Georgia (1 tháng 4, 2004), Virginia (15 tháng 4, 2004), Colorado (30 tháng 4, 2004), Florida (29 tháng 10, 2004), Texas (11 tháng 11, 2004), Oklahoma (24 tháng 2, 2005), Minnesota (6 tháng 6, 2005), Ohio (30 tháng 7, 2005), Nebraska (26 tháng 4, 2007), Michigan (3 tháng 6, 2007), Massachusetts (tháng 3 năm 2009) lần lượt thông qua nghị quyết công nhận cờ vàng là lá cờ chính thức của cộng đồng người Mỹ gốc Việt; quan trọng nhất là tiểu bang California, tiểu bang đông dân nhất nước Mỹ thông qua ngày 5 tháng 8 năm 2006.
Năm 2008, Đảng Cộng sản Việt Nam (hiện là đảng đang nắm chính quyền hiện hành ở Việt Nam) đề ra Nghị quyết 36 trong đó có chủ trương tăng cường thông tin, tuyên truyền với người Việt Nam ở nước ngoài về tình hình Việt Nam và chính sách của Đảng Cộng sản Việt Nam và Nhà nước Việt Nam. Hành động này gây phản ứng ở Hải ngoại và nỗ lực bảo vệ lá cờ vàng tiếp tục.
Tính đến ngày 31 tháng 8 năm 2008, Cờ vàng ba sọc đỏ đã được 14 tiểu bang, 7 quận hạt, 88 thành phố tại Hoa Kỳ công nhận là lá cờ đại diện cộng đồng người Mỹ gốc Việt. Cờ vàng thường xuyên xuất hiện trong các lễ nghi và sinh hoạt cộng đồng như diễu hành Tết ở Mỹ.
Đầu tháng 2 năm 2009, thành phố Santa Ana, CA, lỵ sở và cũng là thành phố lớn nhất quận Cam rồi đến Irvine ngày 25 tháng 1 năm 2011 thông qua nghị quyết chọn cờ vàng đại diện cộng đồng người gốc Việt ở vùng này. Ngày 23 tháng 6 năm 2015, thành phố Seattle, tiểu bang Washington công nhận là cờ vàng là cờ "di sản và tự do" của cộng đồng người Việt.

## Phản ứng từ chính phủ Việt Nam
Chính phủ Việt Nam, qua các phát ngôn viên của Bộ ngoại giao và Đại sứ quán ở các nước liên quan, luôn phản đối các nỗ lực của những người vận động. Theo chính phủ Việt Nam thì "Chiến dịch Cờ Vàng" là kế hoạch của thế lực phản động nhằm hâm nóng tinh thần chống chính phủ Việt Nam trong cộng đồng người Việt hải ngoại. Hoa Kỳ và Việt Nam nay đã thiết lập bang giao, việc treo cờ Việt Nam Cộng hòa bởi một chính quyền địa phương sẽ gây ra một huyền thoại về chủ quyền không đúng với thực tế hiện đại.
Theo một bài bình luận trên Đài tiếng nói Việt Nam, việc các chính quyền địa phương đưa nghị quyết công nhận cờ vàng là do thiếu thông tin và do sự vận động, lôi kéo, xuyên tạc của những đối tượng thù địch với Việt Nam.

## Phản ứng từ chính phủ liên bang Hoa Kỳ
Ngày 29 tháng 7 năm 2003, Chính phủ Việt Nam cho biết Bộ Ngoại giao Hoa Kỳ đã bày tỏ sự không đồng tình với tiến trình lập pháp công nhận lá cờ của Chính quyền Việt Nam Cộng Hòa của một số tiểu bang và địa phương và nêu rõ những hành động như vậy chứa đựng những hậu quả tiêu cực, có thể làm phương hại đến quan hệ ngoại giao giữa Hoa Kỳ và Việt Nam.
Ngày 30 tháng 7 năm 2003, Đại sứ quán Hoa Kỳ tại Việt Nam khẳng định Chính phủ Hoa Kỳ chỉ công nhận lá cờ đỏ sao vàng của nước Cộng hòa Xã hội Chủ nghĩa Việt Nam.
Sự kiện Tưởng nhớ 40 năm ngày 30 tháng 4 năm 1975 dự kiến diễn ra vào ngày 25 tháng 4 năm 2015 tại căn cứ quân sự Pendleton, California bị giảm quy mô và dời sang một sân vận động bóng bầu dục của Trường Trung học Garden Grove. Ông Jason Johnston, Giám đốc Đối ngoại của Căn cứ Pendleton giải thích họ sẽ không tổ chức sự kiện này vì "Bộ Quốc phòng sẽ không cho phép lá cờ của một quốc gia không được Hoa Kỳ chính thức công nhận được treo tại một căn cứ quân sự".

## Một số sự kiện liên quan

### Tại Mỹ

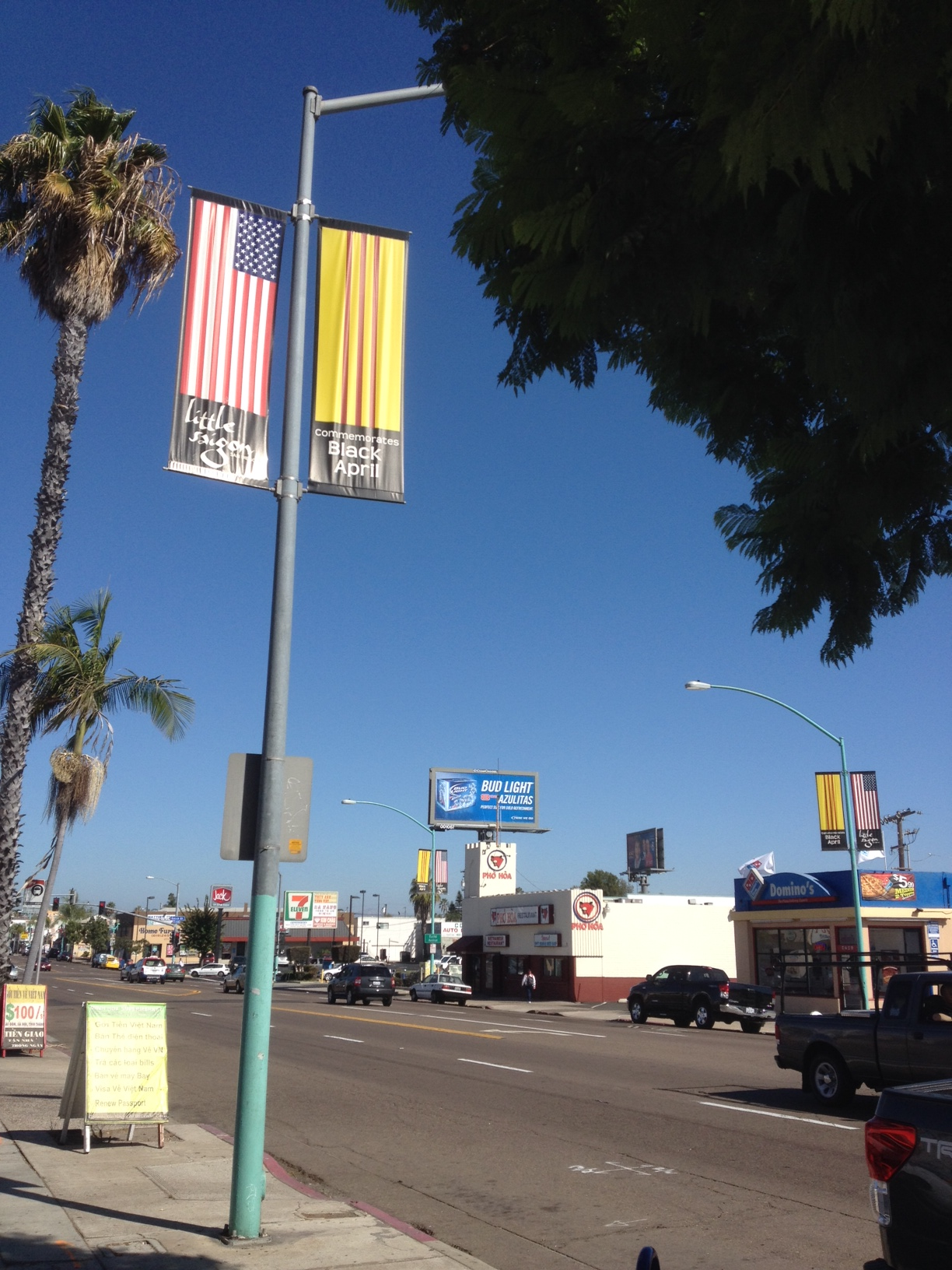
Cờ vàng trên đường phố San Diego

- Năm 1999, khoảng 15.000 người biểu tình ôn hòa tại Westminster, California để phản đối tình trạng mà họ cho là "vi phạm nhân quyền"tại Việt Nam sau khi ông Trần Văn Trường treo cờ đỏ sao vàng và hình Hồ Chí Minh trước cửa tiệm ông.[27]
- Năm 2001, Dịch vụ Bưu điện Hoa Kỳ dùng cờ đỏ sao vàng để tượng trưng cho tiếng Việt trong một cuốn sách mỏng chỉ định các cộng đồng được phục vụ. Sau khi bị phản đối từ nhóm người Mỹ gốc Việt tại San Jose, Bưu điện Hoa Kỳ đã phải thay những quyển này với phiên bản mới không có hình cờ.[28]
- Năm 2003, ngày 15 tháng 7, tiểu bang Louisiana ban hành Đạo Luật Cờ Vàng SRS-2328.
- Năm 2004, một số sinh viên gốc Việt tại Đại học Tiểu bang California tại Fullerton tại Quận Cam nói rằng họ sẽ không dự lễ ra trường nếu cờ đỏ sao vàng được sử dụng để tượng trưng các sinh viên du học từ Việt Nam. Kết quả là nhà trường không sử dụng cờ của nước nào trong lễ tốt nghiệp.[29]
- Năm 2006, nhiều sinh viên gốc Việt tại Đại học Texas tại Arlington phản đối việc treo cờ đỏ sao vàng cùng với các quốc kỳ khác tại một tòa nhà trong khuôn viên trường và việc không cho sử dụng cờ vàng ba sọc đỏ trong một triển lãm văn hóa. Sau nhiều tuần biểu tình từ nhiều người trong cộng đồng người Mỹ gốc Việt, đại học đã gỡ xuống hết tất cả các quốc kỳ.
- Tháng 7 năm 2007, tại một cuộc biểu diễn tại Garden Grove, ca sĩ người Mỹ gốc Việt Tommy Ngo đã bị hàng trăm người biểu tình phản đối và buộc tội là Cộng sản vì trên áp phích quảng cáo Tommy Ngo đã đeo thắt lưng với nhãn hiệu của tiệm bách hóa Macy có hình ngôi sao năm cánh. Đây là một phần của logo hãng Macy mà người Mỹ quen biết[30]. Những người biểu tình cho rằng đó là hình ảnh của cờ đỏ sao vàng.
- Năm 2008, hội sinh viên gốc Việt tại Đại học Nam California cũng tổ chức phản đối treo quốc kỳ Việt Nam bên cạnh quốc kỳ các nước khác. Nhưng đại học này vẫn tiếp tục treo cờ đỏ sao vàng như cũ và không treo thêm cờ vàng ba sọc đỏ.[31]
- Tháng Bảy năm 2008, Khách sạn Fremont ở San Jose treo cờ đỏ sao vàng,vì áp lực của cộng đồng người Mỹ gốc Việt địa phương, đã tháo cờ đỏ sao vàng và treo cờ vàng.[32]
- Một cuộc triển lãm nghệ thuật của các nghệ sĩ người Mỹ gốc Việt do Hội Văn học Nghệ thuật Việt Mỹ tổ chức tại quận Cam cũng bị biểu tình phản đối vì có tác phẩm dùng đến hình ảnh cờ đỏ sao vàng.[33] Một tác phẩm có hình lá cờ này đã bị những người phản đối phá. Cuộc triển lãm bị đóng cửa sớm hơn kế hoạch ban đầu.[34]

### Tại Canada
- Năm 2007, tại thị trấn nhỏ ở tỉnh bang Alberta của Canada tên là Sundre, có người phản đối cờ vàng ba sọc đỏ đã được treo tại đó trên 20 năm. Ban đầu chính quyền thành phố đã gỡ lá cờ vàng xuống, nhưng sau cuộc vận động của cộng đồng người Canada gốc Việt[35], hội đồng thành phố đã quyết định treo lại lá cờ này. Đại sứ quán Việt Nam dọa sẽ gửi thư khiếu nại tới Bộ Ngoại giao và Ngoại thương Canada.
- Năm 2008, tại thủ phủ Whitehorse của lãnh thổ Yukon, ban tổ chức Hội chợ Di sản đã quyết định dùng cờ vàng ba sọc đỏ thay cho lá cờ đỏ sao vàng trong diễn hành sau khi  đại diện Liên Hội Người Việt Canada yêu cầu.[36][37]

### Tại Úc
- Trước Đại hội Giới trẻ Thế giới 2008, dịp để thanh niên Công giáo đến với nhau để cùng trải nghiệm tình yêu của Chúa[38], Hồng y Gioan Baotixita Phạm Minh Mẫn của Tổng Giáo phận Thành phố Hồ Chí Minh viết thư với thông điệp hòa hợp hòa giải và nói rằng việc mang cờ vàng sọc đỏ có thể gây cản trở cho sự hiệp thông của một số thanh niên công giáo từ Việt Nam qua dự đại hội[39]. Lá thư này bị những người ủng hộ cờ vàng phản đối quyết liệt. Người Úc gốc Việt được kêu gọi mang thật nhiều cờ vàng đến đại hội.Kết quả là tại đại hội đã có hàng ngàn cờ vàng trong khi đoàn từ Việt Nam không mang cờ[40]. Những người ủng hộ cờ vàng đã coi đây là một chiến thắng lớn của mình tại đại hội[40].
- Tháng 10, 2015, thành phố Maribyrnong phía tây Melbourne, tiểu bang Victoria nhân việc kỷ niệm 40 năm người Việt tỵ nạn đến Úc, đã công nhận lá cờ vàng,thông qua quyết định xây cổng chào ở cửa ngỏ khu phố người Việt ở Footscray.[41]
- Thành phố Dandenong, tiểu bang Victoria ngày 14 Tháng 12, 2015 thông qua nghị luật công nhận lá cờ đại diện cho cộng đồng người Úc gốc Việt. Chiếu theo đó thì cờ vàng được treo ở nơi công sở vào những ngày như lễ ANZAC, ngày 19 Tháng 6 (ngày Quân lực Việt Nam Cộng hòa), Tết Nguyên đán...[42]

### Tại Pháp
- Tháng 6 năm 2008, cộng đồng người Pháp gốc Việt vận động thị xã Voisins Le Bretonneux kỷ niệm 60 năm cờ vàng. Thị xã Montigny Le Bretonneux làm lễ kỷ niệm 60 năm và treo cờ trên tòa thị chính vào tháng 7.[43]
- Cũng tháng 7 năm 2008, cộng đồng người Việt tại Pháp tổ chức Kỷ niệm "60 Năm Cờ Việt Nam Tự do" ("Soixantenaire du Drapeau du Vietnam Libre") với cuộc diễn hành lớn ở Quận 13 (Paris)[44][45].